# Бояновичі
Бояновичі (рос. Бояновичи) — село в Хвастовицькому районі Калузької області Російської Федерації.
Населення становить 696 осіб. Входить до складу муніципального утворення Село Бояновичі.

## Історія
Від 2004 року входить до складу муніципального утворення Село Бояновичі

## Населення
| 2002 | 2010 |
| ---- | ---- |
| 785  | ↘696 |